# Військово-морські сили Ізраїлю
Військово-морські сили Ізраїлю (івр. חיל הים הישראלי, Хеіль га-Ям га-Ісраелі (Українською: «Морський корпус Ізраїлю»)  — це військово-морські сили Армії оборони Ізраїлю, що діють переважно у водах Середземного моря, в Ейлатській затоці, а також в Червоному морі. Нинішній командувач ВМС Ізраїлю — Алуф Давид Саар Салама. Вважається, що ВМС Ізраїля несуть відповідальність за морський ядерний потенціал Ізраїлю, який дозволить завдати другого удару.

## Основні відомості
Військово-морські сили Ізраїлю відповідають за розбудову морських сил АОІ та їхні оперативні можливості. Їх мета - забезпечити перевагу на морі, свободу дій і свободу судноплавства в ізраїльському морському просторі. Вони також здійснюють напади на ворогів.
Серед ролей ВМС є такі:
1. Забезпечення безпеки країни та її громадян, включаючи захист 190 км ізраїльського узбережжя від тероризму та інфільтрації.
2. Забезпечення відкритих морських шляхів для торгового судноплавства.
3. Захист територіальних і економічних вод Ізраїлю, а також його стратегічних об'єктів.
4. Військово-морські операції і перехоплення на морі.
5. Отримання життєво важливих розвідувальних даних і участь у кібернетичній діяльності.
6. Інтеграція з сухопутними військами.

У Багаторічному плані (TYESH) на 2008-2012 роки річний бюджет ВМС становив приблизно один мільярд шекелів, не враховуючи закупівлю нових військово-морських кораблів.

## Історія

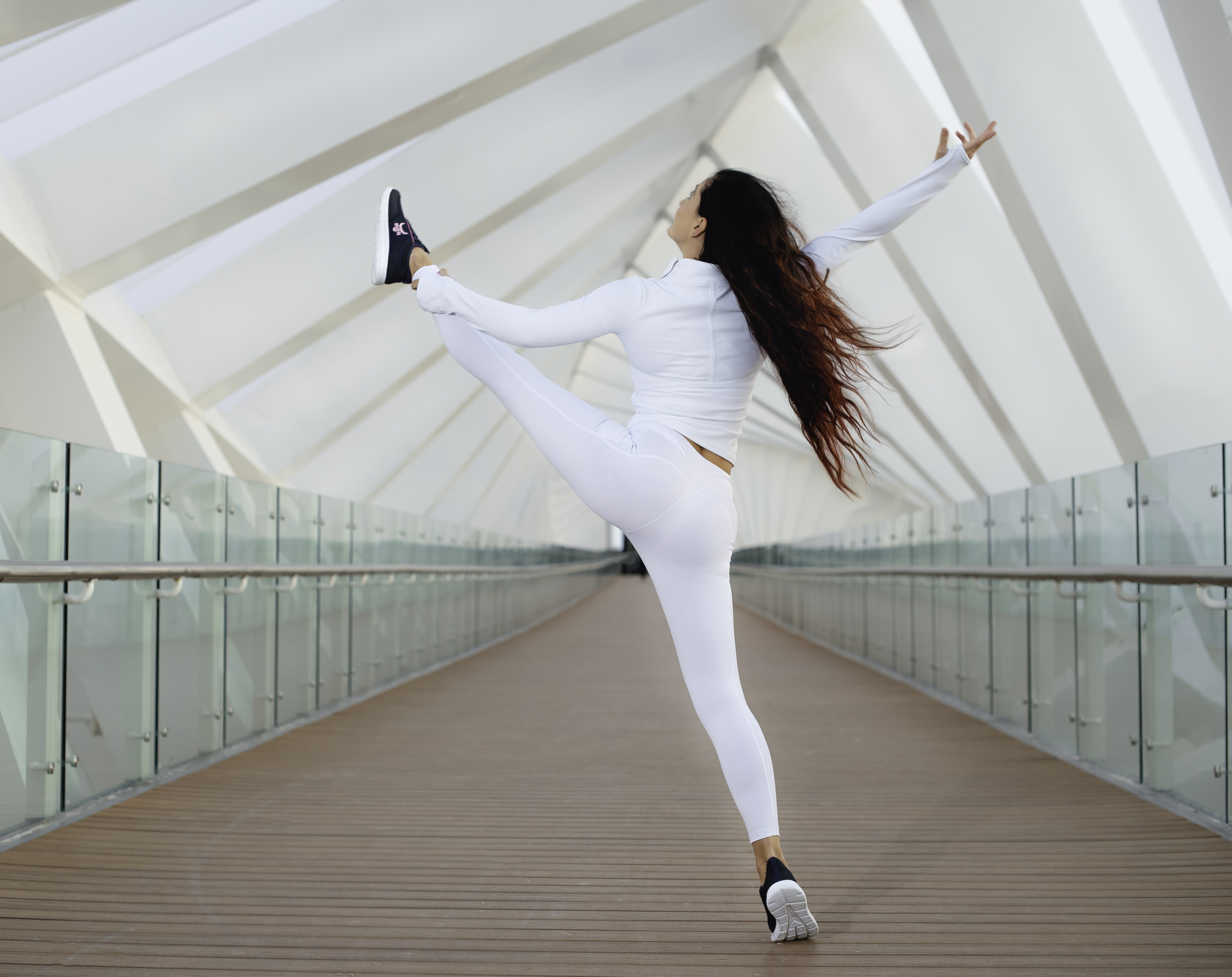
«Сара I»: 190-футова чотирищоглова шхуна вагою 750 тонн, що використовувалася як навчальний корабель Військово-морською академією Бетара.

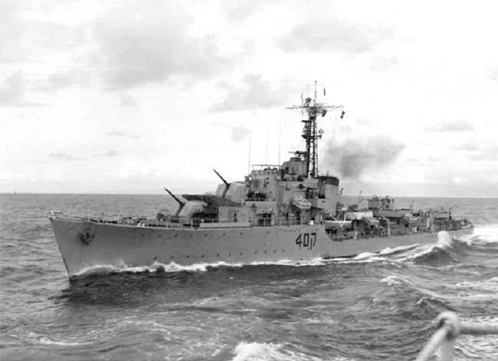
INS «Ейлат», колишній Ескадренний міноносець типу W та ZКоролівського Військово-морського флоту проданий Ізраїлю в 1955 році.

Витоки Військово-морського флоту Ізраїлю лежать у заснуванні Військово-морської академії Бетар, єврейської військово-морської школи, заснованої в Чивітавекк'ї, Італія, в 1934 році ревізіоністським сіоністським рухом під керівництвом Зеєва Жаботинського, Академія навчала курсантів з усієї Європи, Палестини та Південної Африки і випустила деяких з майбутніх командирів ВМС Ізраїлю. У вересні 1937 року навчальний корабель «Сара І» відвідав Хайфу і Тель-Авів у рамках Середземноморського турне.

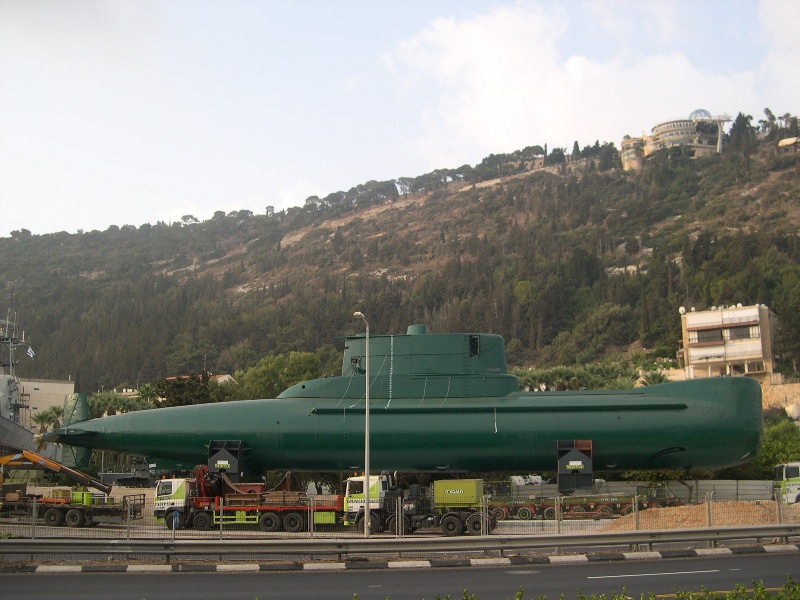
INS «Галь» у Військово-морському музеї, Хайфа

У 1938 році, за підтримки Єврейського агентства, Шломо Бардін заснував Морську середню школу в Босмані, молодший технічний коледж Техніону. 1943 року було засновано Пальям, військово-морську філію Пальмаху, підготовка якої проводилася в морській школі. Також було створено єврейський торговельний флот, який експлуатував судно СС «Тель-Авів» та вантажні судна, такі як «Атід».
У 1942 році одинадцять сотень добровольців Гаґани вступили до Королівського Військово-морського флоту, переважно на технічні посади (12 з них стали офіцерами за угодою Єврейського агентства з Королівським військово-морським флотом про призначення). Кілька з них дійшли до морської служби та бойових дій. Двоє з них служили у Повітряних силах Королівського флоту, один з них — Едмонд Вільгельм Бріллант, а інший — Цві Авідрор. Після закінчення Другої світової війни і початку єврейського повстанського руху в підмандатній Палестині члени Пальяму брали участь у підпільній імміграційній діяльності, переправляючи європейських євреїв до Палестини, а також у діях командос проти депортаційних кораблів Королівського Військово-морського флоту. Тим часом добровольці Королівського флоту знову приєдналися до Гаґани.
В останні місяці британського мандату в Палестині колишні добровольці Королівського військово-морського флоту розпочали роботи на захоплених кораблях підпільної імміграції (відомих як «Флот тіней») в гавані Хайфи, врятували кілька кораблів і поставили їх на службу. Вони мали стати першими кораблями Військово-морського флоту і взяти участь в арабо-ізраїльській війні 1948 року.

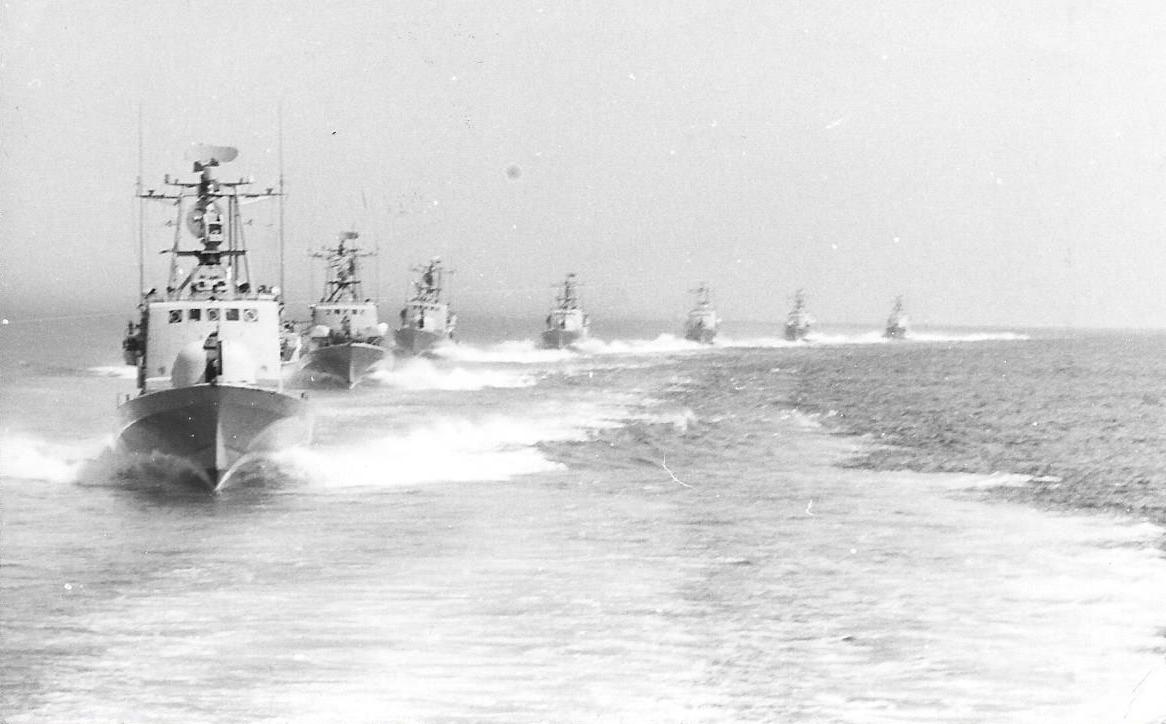
Ізраїльські ракетні катери на параді, 1971 рік

На початку війни 1948 року і після заснування Армії оборони Ізраїлю Військово-морський флот Ізраїлю складався з чотирьох колишніх кораблів «Алія Бет», конфіскованих у гавані Хайфи. Ці кораблі були відремонтовані новоствореним військово-морським ремонтним підприємством за допомогою двох приватних суднобудівних і ремонтних компаній. У жовтні 1948 року у США був придбаний мисливець за підводними човнами. Таким чином, із заснуванням АОІ на початку 1948 року Військово-морські сили Ізраїлю були сформовані з ядра наступних кадрових військовослужбовців:
- Добровольці Королівського Військово-морського флоту, що мали технічні навички та дисципліну, набуті під час служби в Королівському флоті, але не мають активної морської служби та досвіду роботи на кораблях Королівського флоту.
- Члени «Пальяму», які очолювали підпільну та імміграційну діяльність, але не мали морського досвіду в навігації чи керуванні кораблем у бою. Капітанами підпільних та імміграційних кораблів були італійці, в той час як члени «Пальяму» командували кораблем за вказівками Гаґани. Айк Ааронович, капітан «Виходу», єврей, був радше винятком, ніж правилом.
- Капітани та головні інженери торгового флоту, які володіють навігаційними навичками, але не мають бойових навичок.
- Єврейські добровольці[5][6] з Військово-морських сил США та Королівського Військово-морського флоту, такі як командувач Пол Шульман[7] з ВМС США та командувачі Соломон і Аллен Берк з Королівського ВМФ.[8] Однак вони часто зазнавали дискримінації, а їхній досвід був змарнований командуванням флоту, яке базувалося на Пальмаху та його різних відділеннях. Це призводило до дивних ситуацій, коли некваліфіковані офіцери з Пальяму командували набагато досвідченішими морськими офіцерами.

Під час війни військові кораблі несли службу з патрулювання узбережжя і бомбардували арабські цілі на суші, в тому числі єгипетські берегові об'єкти в районі Гази і навколо нього аж до Порт-Саїда. ВМС Ізраїлю також воювали з ВМС Єгипту на морі під час Операції «Йоав», а флагманський корабель ВМС Єгипту «Амір Фарук» був потоплений в ході операції ізраїльських морських спецпризначенців.

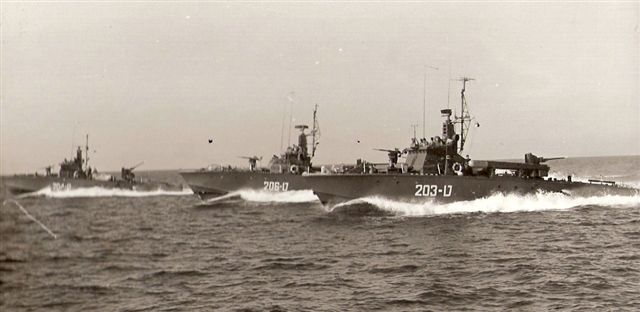
Торпедні катери ВМС Ізраїлю. Побудовані на корабельні Chantiers Navals de Meulan, Франція.

Персонал «Пальям» часто чинив опір спробам запровадити порядок, дисципліну і звання у новоствореній службі. Їдальнями спочатку користувалися як офіцери, так і рядовий склад. Кораблі мали капітана з морськими навичками, а також командира, який вважався політичним. Це викликало багато суперечок між ветеранами «Пальям», добровольцями Королівського ВМФ з Гаґани і добровольцями ВМС США Махал про те, якої форми має набути флот. Командувач Аллен Берк, за переказами, з відчаю сказав: „Ви не можете зробити морських офіцерів з ковбоїв“.
Капітан Королівського Військово-морського флоту Еш Лінкольн, який був євреєм, порадив прем'єр-міністру Давиду Бен-Ґуріону придбати корвети, фрегати, ескадренні міноносці, торпедні катери і патрульні катери для нарощування військово-морської потужності Ізраїлю. З цією метою він закликав Бен-Ґуріона проконсультуватися з професійними військово-морськими радниками. Це призвело до інструкцій зв'язатися з радниками ВМС США, головним чином, з командувачем ВМС США Полом Шульманом.
Військово-морські сили Ізраїлю страждали від нестачі професійного командування на початку свого існування. Гершон Зак, голова «Морської служби» Армії оборони Ізраїлю, був викладачем і бюрократом без відповідного досвіду. Ніколи не будучи завербованим до АОІ, Зак був цивільною особою і не мав жодного офіційного звання. Тому перші дні існування ВМС Ізраїлю характеризувалися політичною боротьбою, оскільки багато груп і окремих осіб боролися за владу. Політика «Пальям» заблокувала призначення Пола Шульмана (єврейського офіцера ВМС США у званні коммандера, який добровільно вступив до ізраїльського флоту) на посаду командувача ВМС, і він пішов у відставку в 1949 році. Першим командувачем ВМС, удостоєним звання Алуф, став Шломо Шамір.
Завершення війни 1948 року дало Військово-морському флоту час для розбудови своєї сили. На початку 1950-х років флот закупив фрегати, торпедні катери, есмінці, а згодом і підводні човни. Нарощування матеріальної бази супроводжувалося підготовкою офіцерів ВМС Ізраїлю в академіях Королівського військово-морського флоту у Сполученому Королівстві та на Мальті, а також у Франції.
В історії ізраїльських ВМС можна виділити три окремі періоди:
- Заснування та перші дні
- Вік есмінців
- Епоха ракетних катерів, що почалася в 1965 році і принесла свої плоди під час війни Судного дня 1973 року.[13][14]

До 1967 року штаб ВМС розташовувався в Стелла Маріс, на схилах гори Кармель в Хайфі. Після Шестиденної війни він був перенесений до Кір'ї в Тель-Авіві, поруч зі штаб-квартирою Армії оборони Ізраїлю.

### Війна Судного дня
У найзначнішій битві в своїй історії, під час війни Судного дня, п'ять ракетних катерів ВМС Ізраїлю потопили п'ять сирійських кораблів без втрат під час битви за Латакію. В результаті Сирійський флот залишився в порту до кінця конфлікту. Це був перший в історії морський бій між ракетними катерами класу «земля-земля», оснащеними ракетами.
Іншим важливим боєм стала битва біля Балтіму, під час якої шість ракетних катерів ВМС Ізраїлю атакували чотири ракетні катери ВМС Єгипту, потопивши три, знову ж таки, без втрат.

### Ліванська війна 2006 року
Несподівана атака на флагман ВМС Ізраїлю INS Hanit, здійснена береговою батареєю Хезболли, стала поворотним моментом у військово-морській доктрині та операціях. Чотири моряки загинули, коли ракета YJ-83 влучила в корвет, оскільки системи протиракетної оборони судна на той момент не були увімкнені.

## Бази

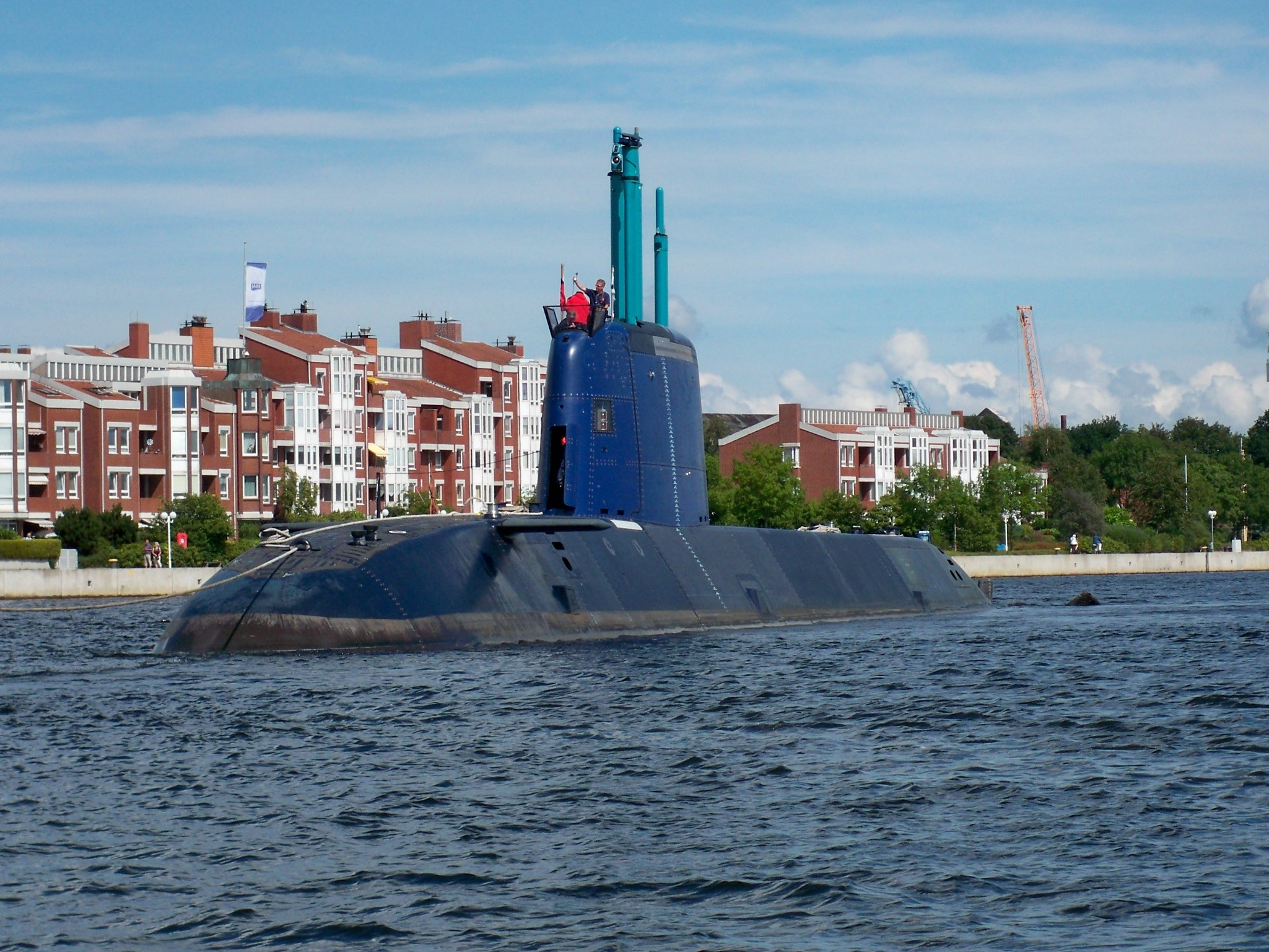
INS Rahav

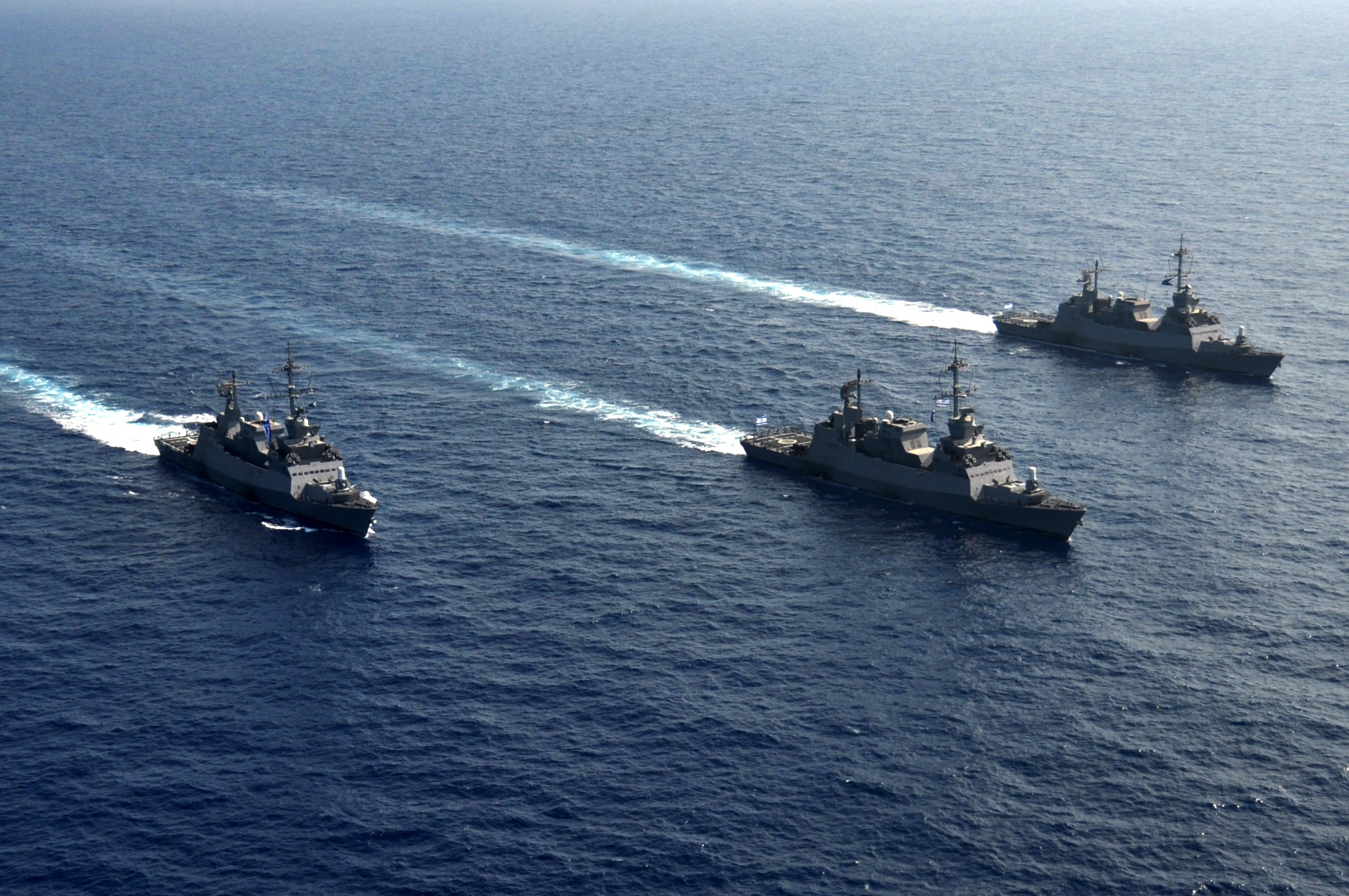
Ракетні корвети типу «Саар-5» ВМС Ізраїлю

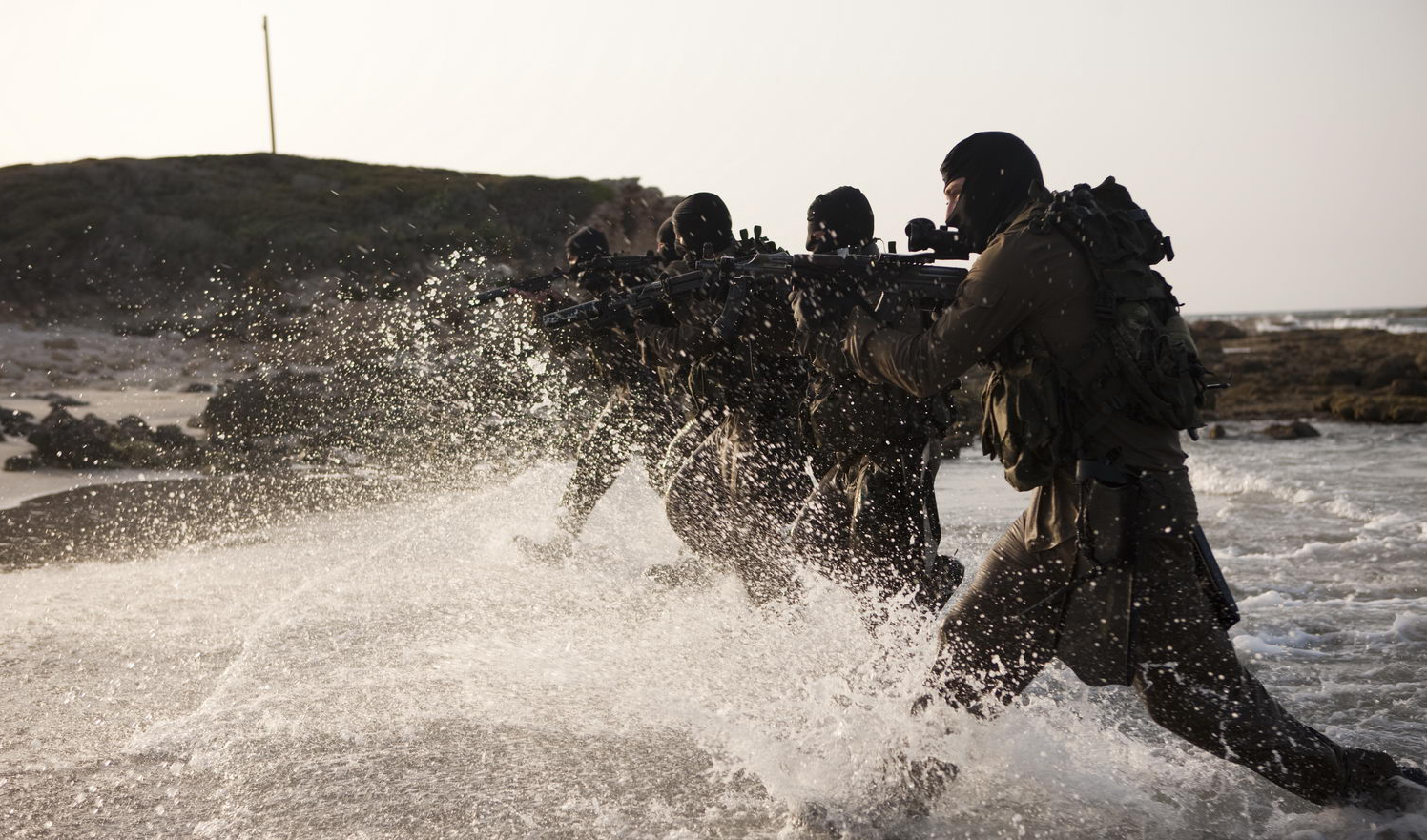
Шаєтет 13, Морські командос

- Військово-морська база «Хайфа» - Шаєтет 3 (флотилія ракетних катерів), Шаєтет 7 (флотилія підводних човнів), ескадра патрульних катерів 914.

Емблемою військово-морської бази «Хайфа» є дві стрілки - одна з них позначає флотилію ракетних катерів, а інша - флотилію підводних човнів.
- Військово-морська база «Атліт» - де дислокується Шаєтет 13, елітний спецпідрозділ ВМС.
- Військово-морська база «Ашдод» - головним чином база для 916-ї ескадри Патрульних катерів.

Емблема військово-морської бази «Ашдод» - дві стріли, спрямовані одна проти одної.
- Військово-морська база «Ейлат» - 915-а ескадра Патрульних катерів.

Військово-морська база «Ейлат» була заснована в 1951 році і відповідає за Червономорський театр ВМС Ізраїлю з 1981 року, коли військово-морський командний центр Червоного моря був виведений з Шарм-ель-Шейха відповідно до єгипетсько-ізраїльського мирного договору.
Емблема військово-морської бази «Ейлат» представляє червоні дахи Ейлата.
- Військово-морська навчальна база «Хайфа» - розташована в Хайфі, містить школу операторів підводних човнів, школу операторів ракетних катерів і школу військово-морського командування. Військово-морська навчальна база також функціонує як Військово-морська академія Ізраїлю.

Емблемою навчальної бази «Хайфа» є сова, що символізує мудрість і наполегливе навчання.
- Підрозділ МФТАХ - ІТ, обробка та обчислення.

Мфтах - це невеликий підрозділ, який відповідає за всі сигнальні та ІТ-системи ВМС Ізраїлю, як логістичні, так і оперативні. Солдати, які там служать, - це переважно програмісти та випускники університетів, які вивчають інженерію, комп'ютерні науки та інші технологічні спеціальності.
- Військово-морська база «Бецет» - логістична база.
- Військово-морська корабельня
- Штаб-квартира ВМС - Ха-Кір'я, Тель-Авів

## Сили

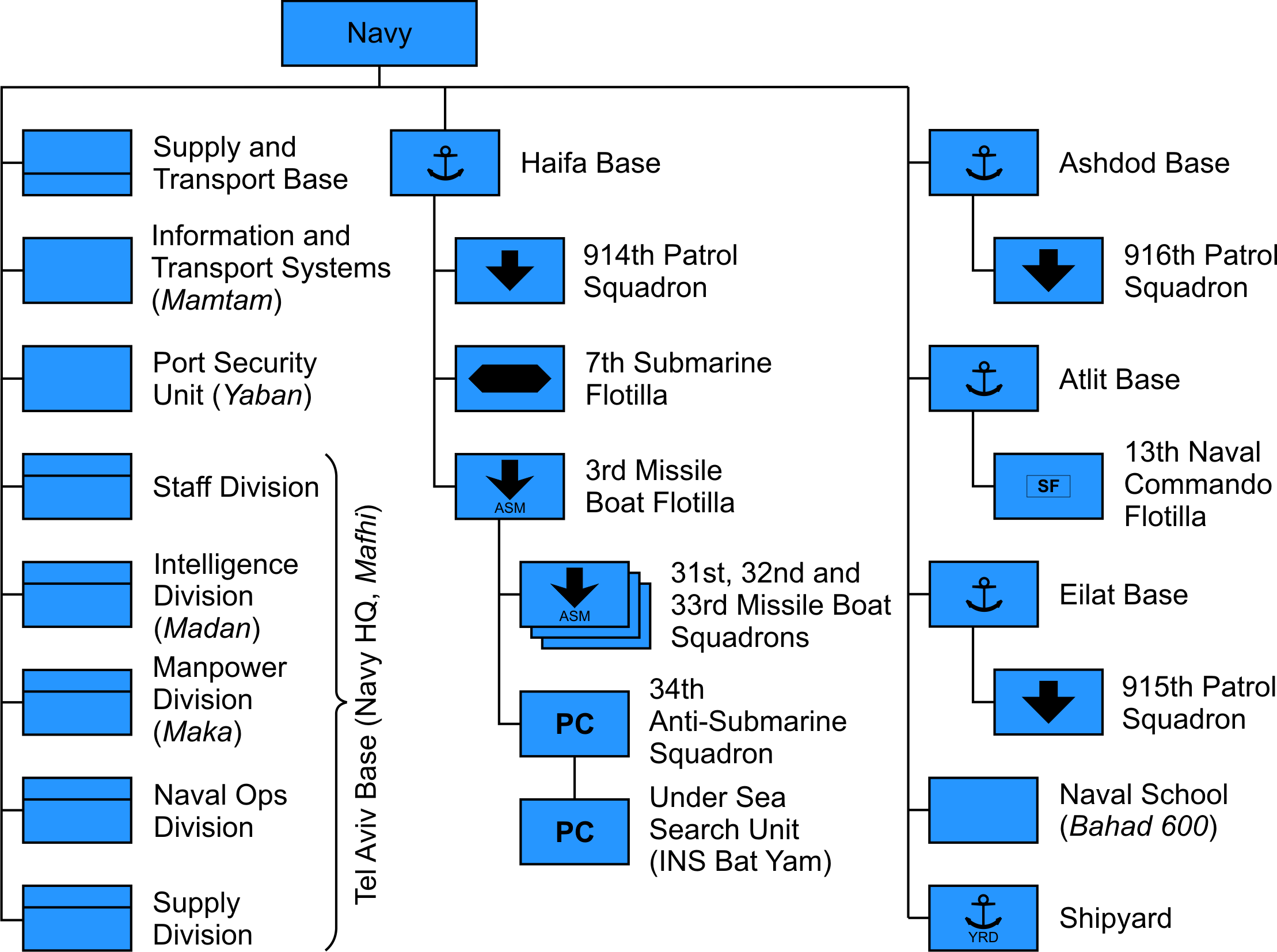
Структура Військово-морських сил Ізраїлю

### Ескадри патрулювання
Ескадри 914, 915 і 916, що базуються в Хайфі, Ейлаті та Ашдоді відповідно, складаються з патрульних катерів. Вони відповідають за захист берегів і територіальних вод Ізраїлю.
Завдання підрозділу
- Постійне патрулювання в морях Ізраїлю.
- Ідентифікація плавзасобів, що заходять в ізраїльські води.
- Запобігання контрабанді через море.
- Захист національних активів, таких як бурові установки.
- Різноманітні операції, що проводяться самостійно або разом з іншими підрозділами військово-морського флоту і поза ним.
- Різні інші завдання, які відрізняються між ескадрами.

### 3-я флотилія
Флотилія ракетних катерів (Шаєтет 3) базується на військово-морська базі «Хайфа». До її складу входять 31-й і 32-й ескадри ракетних катерів і 33-й і 36-й ескадри корветів.
Завдання підрозділу
- Захист ізраїльської торгівлі на морі від іноземних флотів.
- Запобігання можливій морській блокаді ізраїльських портів у воєнний час.
- Блокування ворожих портів у воєнний час.
- Вогнева підтримка наземних підрозділів.

### 7-а флотилія
Флотилія підводних човнів (Шаєтет 7), добровольчий підрозділ, заснований у 1959 році.
Завдання підрозділу
- Атаки на ворожі судна.
- Прихований збір розвідувальної інформації.
- Розгортання та висадка морських командос Шаєтет 13.
- Діяти як підрозділ підтримки для інших підрозділів.
- Вважається частиною потенціалу ядерної зброї країни.[17]

З міркувань безпеки кандидати з подвійним громадянством тепер повинні офіційно відмовитися від усіх інших громадянств, щоб бути прийнятими на програму підготовки до служби на підводних човнах.

### 11-а флотилія
У травні 2022 року було оголошено, що ВМС вирішили відновити Шаєтет 11, після чого АОІ придбали два судна LSV (судно логістичної підтримки), які будуть використовуватися ізраїльським флотом для проведення амфібійних висадок, а також для транспортування вантажів.

### 13-а флотилія
Шаєтет 13, або Флотилія 13, - елітний морський підрозділ командос, який спеціалізується на висадках з моря на сушу, боротьбі з тероризмом, диверсійних операціях, зборі морських розвідувальних даних, звільненні заручників на морі та абордажу. Це один з найбільш підготовлених і секретних підрозділів ізраїльської армії.

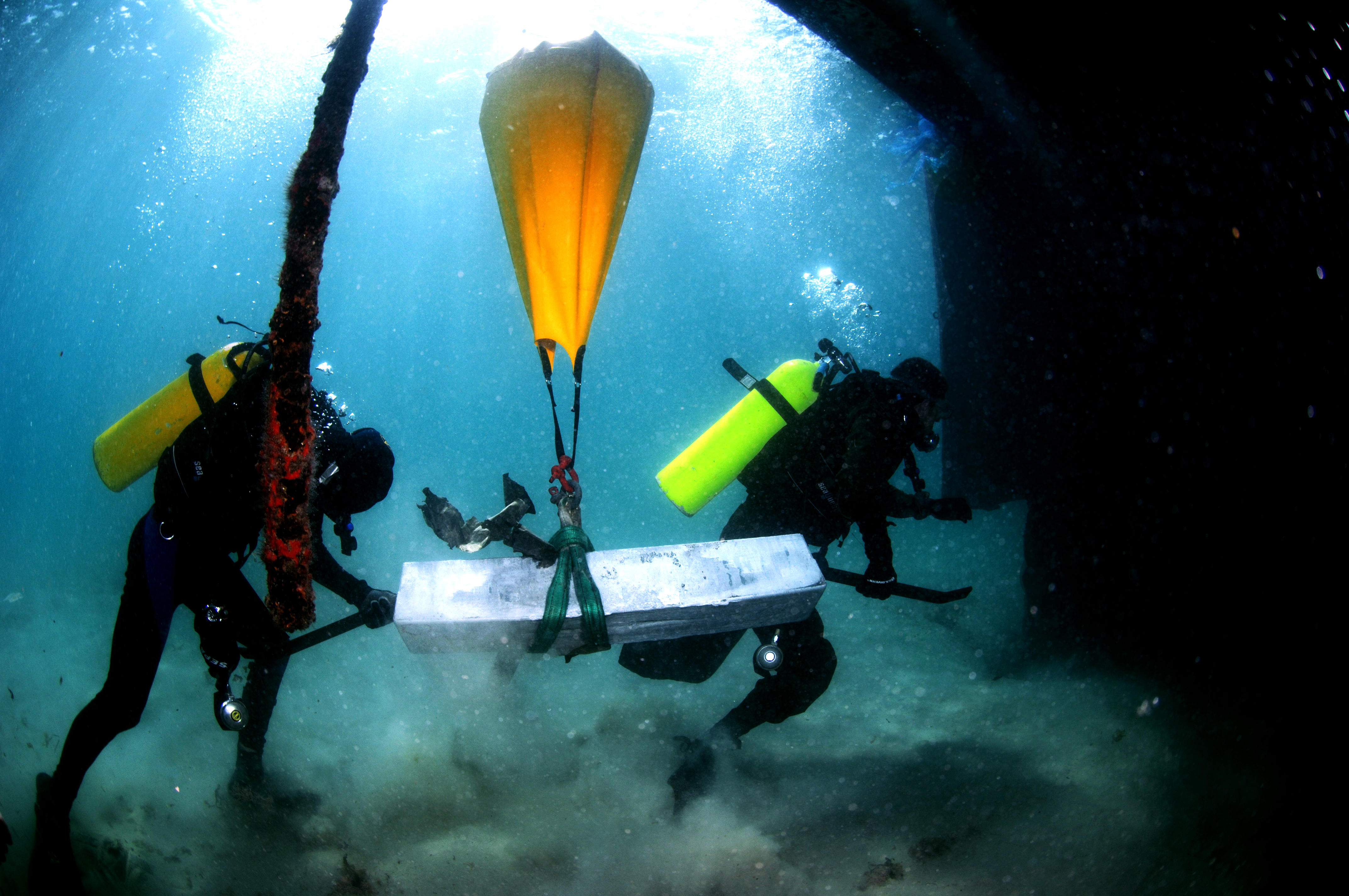
Ялтамські дайвери на тренуванні

### Ялтам 707
Підрозділ рятувальних та підводних робіт. Сформований як підрозділ з ліквідації наслідків аварій на Військово-морських корабельнях, пізніше до нього увійшли досвідчені водолази 13-ї Флотилії.

### Снапір
Підрозділ силового захисту та портової безпеки. Також відповідає за водолазну перевірку цивільних суден, що заходять в ізраїльські гавані.

### Розвідка
Відділ військово-морської розвідки відповідає за збір морських розвідувальних даних.